# Lucillella pomposa
Lucillella pomposa är en fjärilsart som beskrevs av Hans Ferdinand Emil Julius Stichel 1910. Lucillella pomposa ingår i släktet Lucillella och familjen Riodinidae. Inga underarter finns listade i Catalogue of Life.